# Dòng thời gian tiến hóa của loài người

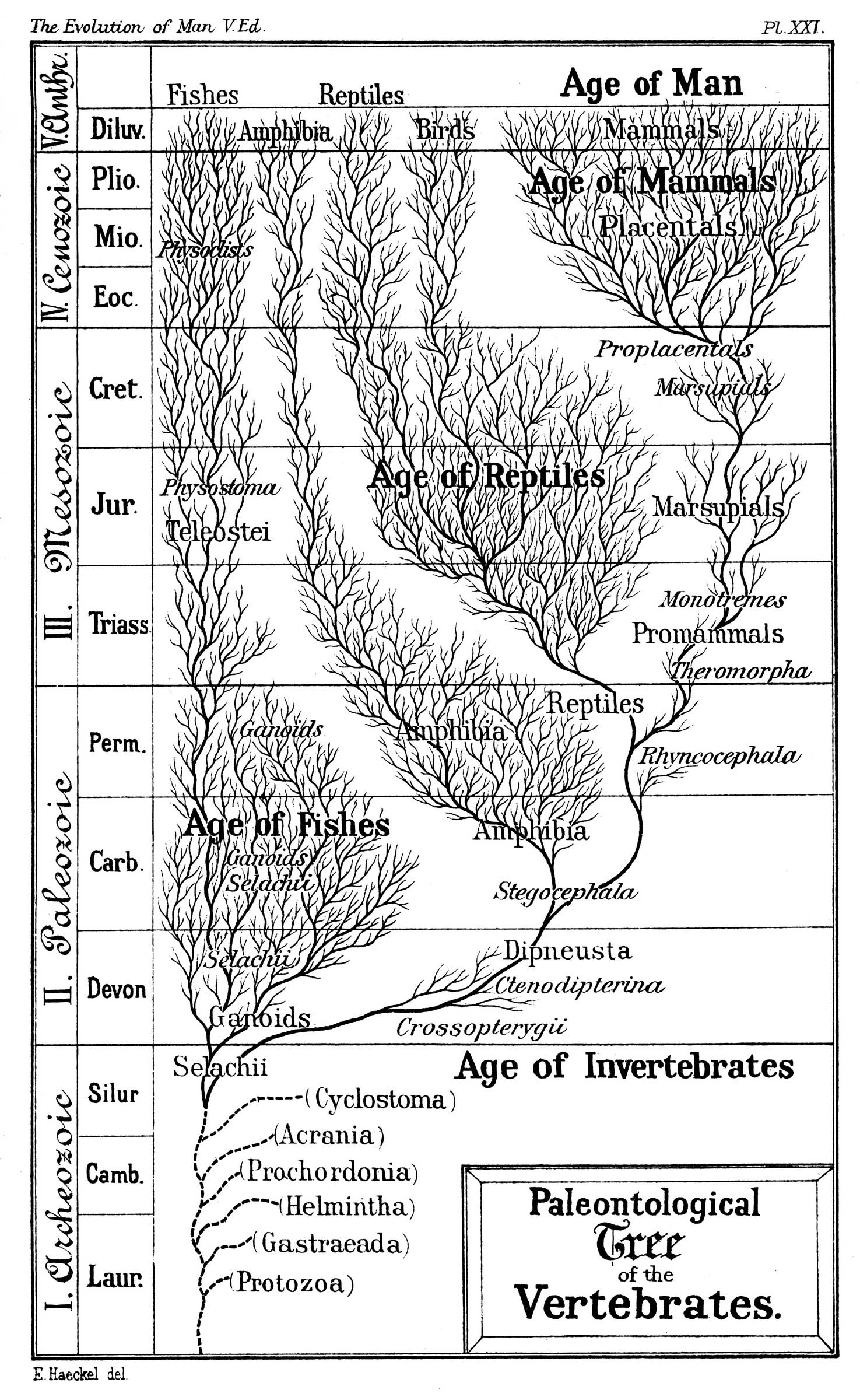
Mô hình cây tiến hóa cổ sinh do Ernst Haeckel đưa ra năm 1879. Lịch sử tiến hóa của các loài được mô tả như là một "cây" với nhiều chi nhánh phát sinh từ một thân cây duy nhất. Cây Haeckel có thể hơi lỗi thời, nhưng nó minh họa rõ các nguyên tắc phát sinh loài, mà phần tái dựng hiện đại phức tạp hơn có thể che khuất.

Tiến trình tiến hóa của loài người vạch ra các sự kiện lớn trong sự phát triển của loài người (Homo sapiens), và sự tiến hóa của tổ tiên loài người. Nó bao gồm giải thích ngắn gọn về một số loài, chi, và các cấp bậc cao hơn của các loài được nhìn thấy ngày nay là tổ tiên có thể có của con người hiện đại.
Biểu đồ thời gian này được tổng kết dựa trên các nghiên cứu nhân loại học, cổ sinh vật học, sinh học phát triển, sinh học hình thái, và từ số liệu về giải phẫu và di truyền. Nó không giải quyết vấn đề nguồn gốc sự sống, mà cuộc thảo luận được cung cấp bởi phát sinh luận, nhưng trình bày một dòng có thể có của nguồn gốc tiến hóa của các loài mà cuối cùng dẫn đến con người hiện đại.
Khác với biểu tượng "cây Haeckel" về lịch sử, bài viết này cung cấp không có phân tích phát sinh chủng loại học (phylogenetics) để giúp khắc họa sự phức tạp, phi tuyến của sự tiến hóa loài người. Điều quan trọng là các "dòng dõi có thể có nguồn gốc tiến hóa" không nên được hiểu là cung cấp một tiến trình tuyến tính từ đơn vị phân loại rất sớm để (giả định) đến mục tiêu là Homo sapiens.
Thời gian các sự kiện trong bài tính bằng Ma (Mega annum, triệu năm); hoặc Ka (Kilo annum, ngàn năm) trước đây/trước hiện tại/trước ngày nay (khái niệm "hiện tại"/"ngày nay" tiêu chuẩn trong khảo cổ học được tính mốc là ngày 01/01/1950).

## Phân loại củaHomo sapiens
Một trong một vài dòng dõi có thể về nguồn gốc, hoặc bậc phân loại, của Homo sapiens được chỉ ra dưới đây. Cột tiếng Anh để đối chiếu tham khảo.
| Cấp bậc                   | Tên                | Diễn giải                                                                                      | Thời gian, Ma |
| ------------------------- | ------------------ | ---------------------------------------------------------------------------------------------- | ------------- |
| Vực (Domain)              | Eukaryota          | Tế bào có nhân                                                                                 | 2.100         |
| Giới (Kingdom)            | Animalia           | Động vật                                                                                       | 590           |
| Ngành (Phylum)            | Chordata           | Động vật có dây sống: có xương sống và không xương sống có quan hệ họ hàng gần                 | 530           |
| Phân ngành (Subphylum)    | Vertebrata         | Động vật có xương sống                                                                         | 505           |
| Liên lớp (Superclass)     | Tetrapoda          | Động vật bốn chân                                                                              | 395           |
| Không xếp hạng            | Amniota            | Động vật bốn chân trên cạn, hoàn toàn thích nghi đất liền                                      | 340           |
| Lớp (Class)               | Mammalia           | Động vật có vú                                                                                 | 220           |
| Phân lớp (Subclass)       | Theria             | Theriiformes, Động vật có vú sinh con (không đẻ trứng)                                         |               |
| Phân thứ lớp (Infraclass) | Eutheria           | Động vật có vú có nhau thai (thú không có túi)                                                 | 125           |
| Đại bộ (Magnorder)        | Boreoeutheria      | Siêu linh trưởng, dơi, cá voi, hầu hết thú móng guốc, và hầu hết các động vật có vú ăn thịt    |               |
| Liên bộ (Superorder)      | Euarchontoglires   | Siêu linh trưởng (linh trưởng, các loài gặm nhấm, thỏ, chuột chù cây, và chồn bay)             | 100           |
| Bộ lớn (Grandorder)       | Euarchonta         | Động vật linh trưởng, chồn bay (colugo) và chuột chù cây                                       |               |
| Mirorder                  | Primatomorpha      | Động vật linh trưởng và chồn bay                                                               | 79.6          |
| Bộ (Order)                | Primates           | Linh trưởng                                                                                    | 75            |
| Phân bộ (Suborder)        | Haplorrhini        | Linh trưởng mũi khô ("mũi đơn giản") như vượn, khỉ, và khỉ lùn tarsier                         | 40            |
| Phân thứ bộ (Infraorder)  | Simian             | Simiiformes, Linh trưởng bậc cao, hoặc Simian, gồm vượn, khỉ Cựu thế giới, và khỉ Tân thế giới |               |
| Tiểu bộ (Parvorder)       | Catarrhini         | Linh trưởng xuống mũi (vượn và khỉ Cựu thế giới)                                               | 30            |
| Liên họ (Superfamily)     | Hominoidea         | Vượn                                                                                           | 28            |
| Họ (Family)               | Hominidae          | Họ Người: vượn lớn, gồm người, tinh tinh, khỉ đột, đười ươi, vượn dạng người                   | 15            |
| Phân họ (Subfamily)       | Homininae          | Người, tinh tinh, khỉ đột                                                                      | 8             |
| Tông (Tribe)              | Hominini           | Chi Người, Pan, và Australopithecus                                                            | 5.8           |
| Phân tông (Subtribe)      | Hominina           | Chi Người và các họ hàng/tổ tiên gần với người sau khi chia tách với Pan                       | 2,5           |
| Chi/Giống (Genus)         | Homo               | Người                                                                                          | 2,5           |
| Loài (Species)            | Homo sapiens cổ    | Người cổ xưa hiện đại về giải phẫu (Archaic)                                                   | 0,5           |
| Phân loài (Subspecies)    | H. sapiens sapiens | Người hiện đại hoàn toàn về giải phẫu và hành vi                                               | 0,2           |

## Biểu thời gian

### Sinh vật đầu tiên
| Thời gian | Sự kiện |
| --------- | --- |
| 4000 Ma   | Các sinh vật sớm nhất xuất hiện. Xem Cội nguồn sự sống. |
| 3900 Ma   | Các tế bào tương tự như sinh vật nhân sơ (Prokaryota) xuất hiện. Đồng thời xuất hiện quang hợp, và từ đó lượng oxy xuất hiện, tăng dần đến các lượng lớn trên Trái Đất. |
| 2500 Ma   | Sinh vật đầu tiên sử dụng oxy. Khoảng 2400 Ma là thời được gọi là thảm họa oxy, các dạng sống kỵ khí bị dạng dùng oxy xóa sổ. |
| 2100 Ma   | Sinh vật nhân thực (Eukaryota), là dạng tế bào phức tạp xuất hiện. |
| 1200 Ma   | Sinh sản hữu tính tiến hóa, dẫn đến quá trình tiến hóa nhanh hơn. |
| 900 Ma    | Choanoflagellatea (trùng lông roi phễu) có thể trông giống như các tổ tiên của toàn bộ giới động vật. Cụ thể chúng có thể là tổ tiên trực tiếp của Động vật thân lỗ (Bọt biển, hải miên). Proterospongia (thành viên của Choanoflagellatea) là ví dụ sống tốt nhất về những gì tổ tiên của giới động vật có thể trông như thế. Chúng sống thành tập đoàn, và thể hiện một mức độ nguyên thủy sự chuyên môn hóa của tế bào cho các chức năng khác nhau.                              |
| 600 Ma    | Bọt biển (Porifera) xuất hiện, được coi là những động vật đa bào đầu tiên. Đó là một trong những dạng đơn giản nhất của động vật, với các mô phân biệt hóa một phần. Bọt biển là ngành động vật lâu đời nhất về mặt phát sinh chủng loại học còn tồn tại đến ngày nay. |
| 580 Ma    | Thích ty bào (Cnidaria) có thể là bắt đầu của động vật đa bào có di chuyển. Hầu như tất cả các cnidaria có dây thần kinh và cơ bắp. Vì rằng đó là những sinh vật đơn giản nhất sở hữu chúng, nên tổ tiên trực tiếp của chúng rất có thể là loài động vật đầu tiên sử dụng dây thần kinh và cơ bắp với nhau. Cnidaria cũng là những sinh vật đầu tiên với một cơ thể thực sự với hình thức và hình dạng nhất định, có đối xứng xuyên tâm. Mắt cũng bắt đầu tiến hóa vào thời kỳ này. |
| 550 Ma    | Giun dẹp là những sinh vật đầu tiên có bộ não, và là loài động vật đơn giản nhất có đối xứng hai bên, hiện còn tồn tại. Đó cũng là những sinh vật đơn giản nhất với các cơ quan tạo thành từ ba lớp phôi. Phần lớn các ngành động vật bắt gặp trong các mẫu hóa thạch là các loài sinh vật biển trong sự bùng nổ kỷ Cambri. |
| 540 Ma    | Giun Acorn được coi là tiến hóa hơn so với sinh vật dạng giun tương tự khác. Chúng có hệ thống tuần hoàn với một trái tim, đồng thời cũng có chức năng một quả thận. Giun Acorn có cấu trúc mang dùng cho thở, giống như cấu trúc tương tự như của cá nguyên thủy. Vì thế giun Acorn đôi khi được coi là dạng liên kết giữa các động vật có xương sống và không xương sống. |

### Động vật có dây sống (Chordata)
| Thời gian | Sự kiện |
| --------- | --- |
| 530 Ma    | Pikaia là tổ tiên mang tính biểu tượng của động vật có dây sống hiện đại và động vật có xương sống. Số khác thì là những thể tiền thân sớm hơn, bao gồm động vật có dây sống Myllokunmingia fengjiaoa, Haikouella lanceolata, và Haikouichthys ercaicunensis. Lưỡng tiêm, vẫn còn tồn tại đến nay, giữ lại một số đặc điểm của động vật có dây sống nguyên thủy. Nó giống như Pikaia. Động vật răng nón (Conodonta) là một loại nổi tiếng của hóa thạch động vật có dây sống đầu tiên, có từ 495 Ma về sau. Nó có hình dạng của một con lươn, có các răng khác thường, và đặc trưng với đôi mắt to, vây có tia vây, cơ bắp hình chữ V và một dây sống. Các động vật này đôi khi được gọi là Conodonta, hoặc là Conodontophorida (mang răng nón) để tránh nhầm lẫn. |
| 505 Ma    | Các động vật có xương sống đầu tiên xuất hiện: Cá giáp (Ostracodermi), cá không hàm (Agnatha). Chúng liên quan đến dạng ngày nay là cá mút đá và Myxinidae (hagfish). Haikouichthys và Myllokunmingia là những ví dụ về cá không hàm (Agnatha). Chúng không có hàm, bộ xương trong là chất sụn, thiếu các cặp vây ngực và vây chậu như của cá hiện đại. Chúng là tiền thân của cá xương (Osteichthyes). |
| 480 Ma    | Cá da phiến (Placodermi) là loài cá tiền sử. Placodermi là một số trong những loài cá có hàm đầu tiên (Gnathostomata). Các quai hàm phát triển từ cung mang thứ nhất. Đầu và ngực của Placodermi đã được bao phủ bởi các tấm giáp có khớp nối, các phần còn lại của cơ thể thì có vảy hoặc trần trụi. Tuy nhiên, các mẫu hóa thạch chỉ ra là chúng không có hậu duệ khi kết thúc kỷ Devon, và sự liên quan đến cá xương còn sinh tồn hiện nay còn thua cả cá mập. |
| 410 Ma    | Cá vây tay đầu tiên xuất hiện. Bộ động vật này đã từng được coi là không còn thành viên còn tồn tại, cho đến năm 1938 mẫu vật sống được phát hiện, và nó thường được gọi là hóa thạch sống. |

### Động vật bốn chân (Tetrapoda)
| Thời gian | Sự kiện |
| --------- | --- |
| 390 Ma    | Một số loài cá vây thùy nước ngọt (Sarcopterygii) phát triển chân và dẫn đến sự ra đời động vật bốn chân. Động vật bốn chân đầu tiên phát triển trong môi trường sống nước ngọt đầm lầy và nông. Động vật bốn chân sơ khai phát triển từ loài cá vây thùy "osteolepid Sarcopterygii", với một bộ não hai thùy trong hộp sọ phẳng, miệng rộng, mõm ngắn, đôi mắt hướng lên trên, cho thấy chúng có kiểu sống ở đáy, và đã phát triển các thích nghi gồm các vây với thịt và xương. Cá vây tay "hóa thạch sống" là cá vây thùy có liên quan nhưng không có các cơ chế thích ứng với môi trường nước nông. Cá bốn chân sử dụng vây như mái chèo trong môi trường nước nông có nhiều cây và mảnh vụn. Các đặc tính loài bốn chân phổ quát, là các chân trước uốn cong ngược ở khuỷu tay, còn chân sau uốn cong về phía trước ở đầu gối, cho thấy có thể truy nguồn đến động vật bốn chân nguyên thủy sống trong vùng nước nông. Panderichthys là cá dài 90–130 cm từ Devon muộn (380 Ma). Nó có đầu lớn như đầu động vật dạng bốn chân. Panderichthys thể hiện các đặc trưng chuyển tiếp giữa cá vây thùy và động vật bốn chân sơ khai. Ấn tượng trên đường đua tiến hóa, là cái gì đó giống như chân tay của Ichthyostega, được hình thành vào 390 Ma, thể hiện trong hóa thạch ở trầm tích thủy triều biển tại Ba Lan. Điều này gợi ý rằng sự tiến hóa động vật bốn chân phải có tuổi lớn hơn tuổi hóa thạch từ Panderichthys cho tới Ichthyostega. Cá phổi giữ lại một số đặc điểm của động vật bốn chân sơ khai. Một ví dụ là cá phổi Queensland. |
| 375 Ma    | Tiktaalik là một chi cá vây thùy (Sarcopterygii) từ Devon muộn, với nhiều đặc điểm giống động vật bốn chân. Nó cho thấy một liên kết rõ ràng giữa Panderichthys và Acanthostega. |
| 365 Ma    | Acanthostega là một động vật lưỡng cư đã tuyệt chủng, trong số các loài động vật đầu tiên được nhận biết là có chân tay. Nó được cho là một trong những động vật có xương sống đầu tiên có khả năng tiến vào đất liền. Tuy nhiên nó thiếu cổ tay, và thường kém thích nghi với cuộc sống trên cạn. Các tay chân không thể hỗ trợ trọng lượng của con vật. Acanthostega có cả phổi và mang, cũng cho thấy nó là một liên kết giữa cá vây thùy và động vật có xương sống trên cạn. Ichthyostega là một động vật bốn chân sơ khai. Là một trong những động vật đầu tiên với đôi chân, cánh tay và xương ngón tay, Ichthyostega được xem như là dạng lai giữa cá và động vật lưỡng cư. Ichthyostega có chân nhưng tay chân của nó có lẽ đã không được sử dụng để đi trên cạn. Nó có thể ra khỏi nước trong thời gian ngắn, và sử dụng chân để bò trên bùn. Amphibia là những động vật bốn chân đầu tiên phát triển phổi, có thể đã tiến hóa từ Hynerpeton vào khoảng 360 Ma. Động vật lưỡng cư ngày nay vẫn giữ nhiều đặc điểm của động vật bốn chân sơ khai. |
| 300 Ma    | Các loài động vật bò sát đầu tiên xuất hiện. Hylonomus là loài bò sát đầu tiên được biết đến, dài 20 cm (bao gồm cả đuôi) và có thể nhìn khá giống với thằn lằn hiện đại. Nó có răng sắc nhọn nhỏ và có thể ăn côn trùng và động vật nhiều chân (như cuốn chiếu). Nó là tiền tổ của Amniota và bò sát dạng động vật có vú sau này. Chất alpha keratin đầu tiên tiến hóa ở đây, được sử dụng trong móng vuốt ở thằn lằn hiện đại, và ở lông móng chim và động vật có vú. Sự phát triển của trứng có màng ối dẫn đến các loài Amniota, là những bò sát có thể sinh sản trên cạn, đẻ trứng trên đất khô, không cần phải trở về nước để sinh sản. Sự thích nghi này cho phép chúng khả năng định cư ở các vùng đất cao. Bò sát có hệ thống thần kinh tiên tiến, so với động vật lưỡng cư. Nó có mười hai cặp dây thần kinh sọ não. |

### Động vật có vú (Mammalia)
| Thời gian | Sự kiện |
| --------- | --- |
| 256 Ma    | Ngay sau sự xuất hiện của các loài bò sát đầu tiên, đã có hai nhánh tách ra. Một nhánh là các Sauropsida, từ đó tiến hóa ra các loài bò sát và chim hiện đại. Nhánh khác là Synapsida, từ đó tiến hóa ra động vật có vú hiện đại. Cả hai đã có các hốc thái dương, một cặp lỗ trên hộp sọ ở phía sau mắt, để tăng không gian cho các cơ hàm. Synapsida có một hốc ở mỗi bên, trong khi Diapsida có hai. Các bò sát dạng động vật có vú sớm nhất là Pelycosauria. Pelycosauria là những sinh vật đầu tiên có hốc thái dương. Pelycosauria chưa phải là Therapsida, nhưng ngay sau đó đã phát triển thành. Therapsida là tổ tiên trực tiếp của động vật có vú. Các Therapsida có hốc thái dương lớn hơn và giống động vật có vú hơn là với Pelycosauria. Răng của chúng có sự khác biệt chức năng nhiều hơn. Các dạng sau này đã phát triển vòm miệng thứ cấp, cho phép các động vật ăn và thở cùng lúc, và là dấu hiệu của cách sống tích cực hơn, có lẽ là kiểu máu nóng. |
| 220 Ma    | Một nhóm nhỏ của Therapsida, các động vật răng chó (Cynodontia), phát triển các đặc tính giống như động vật có vú nhiều hơn. Các hàm của Cynodontia giống với hàm động vật có vú hiện đại. Rất có thể nhóm các loài thú này có chứa một loài là tổ tiên trực tiếp của tất cả các động vật có vú hiện đại. |
| 220 Ma    | Từ Eucynodontia (Cynodontia) xuất hiện các động vật có vú đầu tiên. Hầu hết động vật có vú đầu tiên là những động vật nhỏ như chuột chù ăn côn trùng. Mặc dù không có bằng chứng hóa thạch, có khả năng là chúng có nhiệt độ cơ thể ổn định, và có tuyến sữa nuôi con. Vùng vỏ não mới của não tiến hóa đầu tiên ở động vật có vú, và do đó là duy nhất chỉ chúng có. Động vật đơn huyệt (Monotremata) là một nhóm đẻ trứng của động vật có vú, có đại diện hiện đại như thú mỏ vịt và Echidna (thú đơn huyệt lông nhím). Gần đây giải mã bộ gen của thú mỏ vịt chỉ ra rằng gen giới tính của nó gần gũi với chim hơn so với những động vật có vú đẻ con (Theria). So sánh điều này với động vật có vú khác, có thể suy ra rằng các động vật có vú đầu tiên đạt được sự khác biệt về giới thông qua sự có mặt hoặc thiếu gen SRY (sex-determining region Y, tìm thấy trong nhiễm sắc thể Y) đã tiến hóa sau khi dòng dõi Monotremata tách ra khỏi.                        |
| 160 Ma    | Juramaia là hóa thạch thú thật sự (Eutheria) sớm nhất đã biết. |
| 100 Ma    | Tổ tiên chung gần đây nhất của chuột và người (cơ sở của nhánh Euarchontoglires). |

### Linh trưởng (Primates)
| Thời gian | Sự kiện |
| --------- | --- |
| 85–65 Ma  | Một nhóm các động vật có vú ăn côn trùng nhỏ, kiếm ăn đêm và sống trên cây gọi là Euarchonta bắt đầu một sự biệt hóa nào đó dẫn đến các động vật linh trưởng, chuột chù cây và chồn bay. Các Primatomorpha là một nhánh của Euarchonta bao gồm các linh trưởng và các loài gốc linh trưởng - Plesiadapiformes. Một trong những dạng linh trưởng gốc sơ khai là Plesiadapis. Plesiadapis vẫn có móng vuốt và đôi mắt nằm hai bên đầu, nên trên mặt đất nó nhanh hơn hơn trên tán cây, nhưng nó bắt đầu dành thời gian dài trên các cành thấp của cây, ăn trái cây và lá. Các Plesiadapiformes rất có khả năng gồm các loài là tổ tiên của tất cả các động vật linh trưởng. Một trong những Plesiadapiformes cuối cùng là Carpolestes simpsoni. Nó đã có ngón tay cầm nắm nhưng mắt không phải là hướng về phía trước. |
| 63 Ma     | Linh trưởng phân hoá thành phân bộ Strepsirrhini (linh trưởng mũi ướt) và Haplorrhini (linh trưởng mũi khô). Strepsirrhini chứa hầu hết các bộ bán hầu, gồm cả các loài hiện đại là vượn cáo và cu li. Haplorrhini bao gồm ba nhóm còn sinh tồn: khỉ mắt kính (Tarsiidae), khỉ (Simiiformes) và vượn. Một trong những Haplorrhini sớm nhất là Teilhardina asiatica, có kích thước bằng con chuột, sinh sống ngày đêm với đôi mắt nhỏ. Haplorrhini mất khả năng trao đổi chất tạo vitamin C cho mình, nên nó và hậu thế phải bù đắp bằng chế độ ăn có trái cây. |
| 30 Ma     | Haplorrhini chia tách thành các tiểu bộ Platyrrhini và Catarrhini. Platyrrhini, khỉ Tân Thế giới, có đuôi có khả năng cuộn vào cây và con đực mù màu. Chúng có thể đã di cư đến Nam Mỹ trên các bè dạng thảm thực vật trên Đại Tây Dương khi còn tương đối hẹp (cỡ 700 km). Catarrhini chủ yếu là ở châu Phi khi hai lục địa trôi dạt xa nhau. Tổ tiên có thể của Catarrhini bao gồm Aegyptopithecus và Saadanius. |
| 25 Ma     | Catarrhini chia tách thành 2 siêu họ, khỉ Cựu thế giới (Cercopithecoidea) và vượn người (Hominoidea). Khả năng cảm nhận màu ba sắc của chúng ta có nguồn gốc di truyền từ giai đoạn này. Proconsul là chi có sớm của linh trưởng Catarrhini. Nó có các đặc trưng pha trộn của khỉ Cựu thế giới và của vượn người. Các biểu hiện giống như khỉ của Proconsul bao gồm men răng mỏng, một thể trạng nhẹ với ngực hẹp và chi trước ngắn, và một lối sống bốn chân trên cây. Đặc tính vượn của nó là nó thiếu một cái đuôi, khuỷu tay vượn, và một bộ não lớn hơn một chút so với kích thước cơ thể. Proconsul africanus là tổ tiên có thể của cả hai nhóm vượn lớn và vượn nhỏ, bao gồm cả con người. |

### Linh trưởng dạng người (Hominidae)
| Thời gian  | Sự kiện |
| ---------- | --- |
| 15 Ma      | Linh trưởng dạng người (Homininae, vượn lớn) biệt hóa từ các tổ tiên của vượn nhỏ (vượn). |
| 13 Ma      | Các tổ tiên của Homininae biệt hóa từ các tổ tiên của đười ươi. Pierolapithecus catalaunicus được cho là một tổ tiên chung của loài người và các loài vượn lớn khác, hoặc ít nhất đó là loài gần với tổ tiên chung hơn bất kỳ phát hiện hóa thạch nào trước đây. Nó có sự thích nghi đặc biệt cho leo cây, như con người hay loài vượn lớn khác đang làm ngày nay: khung xương sườn phẳng rộng, xương sống cứng, cổ tay linh hoạt, và xương bả vai nằm dọc theo lưng của nó. |
| 10 Ma      | Các dòng dõi hiện được đại diện là con người và Pan (gồm tinh tinh thông thường và tinh tinh lùn) biệt hóa từ tổ tiên của loài khỉ đột. |
| 7 Ma       | Các Hominina, một phân tông của Hominini, hoặc là có họ hàng với, hoặc là tổ tiên của con người, biệt hóa từ tổ tiên của tinh tinh. Cả hai loài tinh tinh và con người có thanh quản mà trong hai năm đầu tiên của cuộc đời nó định vị lại tại chỗ giữa họng và phổi, chỉ ra rằng tổ tiên chung có đặc tính này, một điều kiện tiên quyết cho hình thành khả năng nói ở người. Tổ tiên chung gần đây nhất của người và tinh tinh sống vào khoảng thời gian của Sahelanthropus, cỡ 7 Ma. Sahelanthropus đôi khi được tuyên bố là tổ tiên chung gần đây nhất của người và tinh tinh, nhưng trong thực tế tuyên bố không được xác lập. Đại diện được biết sớm nhất từ dòng dõi tổ tiên của người sau thời gian chia tách với tinh tinh là Orrorin (người thiên niên kỷ, Kenya) cỡ 6 Ma. |
| 4,4 Ma     | Ardipithecus là, hoặc có thể là, một chi Hominin rất sớm (tông Hominini và phân tông Hominina). Hai loài được mô tả trong các tài liệu: A. ramidus, sống khoảng 4,4 Ma trong thời gian đầu thế Pliocen, và A. kadabba, sống khoảng 5,6 Ma (Miocen muộn). A. ramidus có bộ não nhỏ, cỡ 300 đến 350 cm³. Đây là kích thước tương tự như các tinh tinh lùn hiện đại và não tinh tinh cái thông thường; nó nhỏ hơn nhiều so với bộ não của Australopithecus như Lucy (400–550 cm³) và nhẹ vào cỡ một phần năm kích thước của bộ não Homo sapiens hiện đại. Ardipithecus đã sống trên cây, có nghĩa là nó đã sống phần lớn thời gian trong rừng, nơi nó cạnh tranh thực phẩm với các loài động vật rừng khác, chắc chắn trong đó có tổ tiên đương đại của tinh tinh. Ardipithecus có thể đã đi đứng bằng hai chân, được minh chứng bằng hình thù dạng bát của khung xương chậu, góc của lỗ lớn trên xương chẩm và xương cổ tay mỏng hơn của nó, mặc dù đôi chân của nó vẫn thích nghi cho việc cầm nắm chứ không phải để đi trên một quãng đường dài.                                                                                                |
| 3,6 Ma     | Một thành viên của Australopithecus afarensis để lại dấu vết giống con người trên tro núi lửa ở Laetoli, Kenya (Bắc Tanzania), cung cấp bằng chứng mạnh mẽ về đi đứng bằng hai chân toàn thời gian. Australopithecus afarensis sống trong khoảng 3,9 và 2,9 Ma, và được xem là một trong những Hominini sớm nhất - những loài phát triển và bao gồm dòng dõi của Homo và các họ hàng gần nhất của Homo sau khi chia tách từ dòng dõi của tinh tinh. Người ta cho rằng A. afarensis là tổ tiên của cả hai chi Australopithecus và Homo. So với các loài vượn lớn hiện đại hay các loài đã tuyệt chủng, A. afarensis đã có răng nanh và răng hàm nhỏ hơn, mặc dù vẫn còn tương đối lớn so với người hiện đại. A. afarensis cũng có kích thước não tương đối nhỏ (380–430 cm³) và một khuôn mặt dạng hàm nhô (tức là khuôn mặt nhô về phía trước). Australopithecina đã được tìm thấy trong các môi trường xa van. Từ các cơ hội ăn xác chết, họ có lẽ đã có chế độ ăn uống có thịt. Phân tích các đốt sống dưới của Australopithecus africanus cho thấy các xương này đã thay đổi ở phụ nữ để hỗ trợ đi hai chân ngay cả trong thời kỳ mang thai. |
| 3,5-3,3 Ma | Kenyanthropus, một tổ tiên có thể của Homo, nổi lên từ chi Australopithecus. Công cụ bằng đá được gia công có tính toán. |
| 3 Ma       | Australopithecina đi hai chân (một chi của phân tông Hominina) phát triển trong các thảo nguyên châu Phi, và bị thú dạng mèo Dinofelis săn đuổi. Rụng lông xảy ra vào cỡ 3-2 Ma, song song với sự phát triển dạng đi hai chân hoàn toàn. |

### Chi Người (Homo)
| Thời gian | Sự kiện |
| --------- | --- |
| 2,8 Ma    | Homo xuất hiện ở Đông Phi. Với phần lớn Australopithecina họ được coi là Hominini đầu tiên, tức là họ được coi (bởi một số tác giả) là những con người sớm nhất, và họ hàng hoặc tổ tiên của nó đã sinh ra sau khi tách từ dòng dõi của Pan (tinh tinh). Một số khác thì xem xét chi Pan như là Hominini, và có lẽ là hominini đầu tiên. Công cụ bằng đá tinh vi đánh dấu sự khởi đầu của thời đại đồ đá cũ sớm. Homo habilis xuất hiện, là loài hominini đầu tiên hoặc một trong những loài hominini đầu tiên, đã làm chủ công nghệ công cụ bằng đá. Công cụ đá cũng được tìm thấy ở Australopithecus garhi, với tuổi sớm hơn một chút. Homo habilis, mặc dù có sự khác biệt về giải phẫu và sinh lý, được cho là tổ tiên của Homo ergaster, hay Homo erectus châu Phi; nhưng nó cũng được biết là đã cùng tồn tại với Homo erectus trong khoảng nửa triệu năm, cho đến khoảng 1,5 Ma. Đọc thêm Homo rudolfensis |
| 1,8 Ma    | Homo erectus tiến hóa ở châu Phi, rất giống với người hiện đại, nhưng có bộ não chỉ khoảng 74% kích thước não người ngày nay. Trán của họ ít dốc hơn của Homo habilis và răng nhỏ. Homo ergaster, còn gọi là Homo erectus châu Phi, và các hominini khác như Homo georgicus, Homo pekinensis, Homo heidelbergensis thường được đặt dưới tên loài chung của Homo erectus. Kiểm soát lửa bắt đầu vào khoảng 1,5 Ma ở Homo ergaster. Homo ergaster đạt đến chiều cao khoảng 1,9 m. Sự phát triển của làn da đen, được cho là liên quan đến rụng bớt lông ở tổ tiên loài người, hoàn tất vào 1,2 Ma. Homo georgicus được tìm thấy ở địa phận Gruzia, có tuổi 1,8 Ma và là cổ nhất, cũng là hóa thạch hominini cổ nhất tìm thấy bên ngoài châu Phi. Nó có xương chậu và xương sống lớn giống con người hơn, cho phép H. georgicus có thể đuổi theo khoảng cách rất dài để săn mồi là những đàn động vật. Homo pekinensis đầu tiên xuất hiện ở châu Á khoảng 700 Ka, nhưng theo học thuyết về nguồn gốc châu Phi gần đây của người hiện đại thì H. pekinensis có thể không phải là tổ tiên của người hiện đại, mà chỉ là một nhánh anh em sinh ra từ Homo erectus. Homo heidelbergensis là một hominini rất lớn, đã phát triển các công cụ cắt gọt tân tiế hơn và có thể đã săn bắn cả thú lớn như ngựa. |
| 1,2 Ma    | Homo antecessor có thể là tổ tiên chung của người hiện đại và người Neanderthal. Theo ước tính hiện nay, con người có khoảng 20.000 - 25.000 gen, chia sẻ 99% DNA chung với người Neanderthal đã tuyệt chủng, và 95-99% DNA chung với tinh tinh là họ hàng tiến hóa tương đối gần nhất với người hiện đại. Các biến thể gen liên quan đến kiểm soát tiếng nói FOXP2 của con người, đã được xác định là giống hệt với của người Neanderthal. Nó dẫn đến suy luận rằng Homo antecessor cũng phải có gen FOXP2 như ở người hiện đại. |
| 600 Ka    | Ba Homo heidelbergensis cao 1,5 m để lại dấu chân trong bột tro núi lửa kết đá ở Ý. Homo heidelbergensis có thể là tổ tiên chung của người hiện đại và người Neanderthal. Homo heidelbergensis có hình thái rất giống với Homo erectus, nhưng có bộ não lớn hơn, khoảng 93% kích thước của Homo sapiens. Mẫu gốc của loài là cao, cỡ 1,8 m và có nhiều cơ bắp hơn so với người hiện đại. Bắt đầu của thời đại đồ đá cũ giữa. |
| 500 Ka    | Phân tách các dòng Neanderthal và Denisova từ một tổ tiên chung. |
| 200 Ka    | Tại các di chỉ Omo1 và Omo2, (sông Omo, Ethiopia), tìm thấy bằng chứng hóa thạch cổ nhất cho Homo sapiens với giải phẫu hiện đại. Theo một nghiên cứu năm 2015, người đàn ông giả thuyết Adam nhiễm sắc thể Y, tổ phụ gần đây nhất của tất cả nam giới hiện nay trên thế giới, được ước tính đã sống ở Đông Phi khoảng giữa 200 và 300 Ka. |
| 160 Ka    | Homo sapiens (Homo sapiens idaltu) ở Ethiopia (sông Awash, gần làng Herto) thực hành tang lễ và xẻ thịt hà mã. Bằng chứng tiềm năng sớm nhất về tính hiện đại giải phẫu và hành vi phù hợp với giả thuyết liên tục, bao gồm sử dụng đất son đỏ và câu cá. Người đàn bà giả thuyết Eve ty thể, tổ mẫu gần đây nhất của tất cả phụ nữ hiện nay trên thế giới, được ước tính đã sống ở Đông Phi khoảng giữa 100 và 200 Ka. Lưu ý rằng không có bằng chứng về bất cứ sự chênh lệch di truyền hay đặc trưng nào đáng kể của bà với nhóm xã hội của bà tại thời đó. Tổ tiên cũng như những người cùng thời của bà Eve là Homo sapiens. |
| 90 Ka     | Xuất hiện nhóm đơn bội ty thể (mt-haplogroup) L2. |
| 60 Ka     | Xuất hiện các nhóm đơn bội ty thể M và N trong quá trình di chuyển ra khỏi châu Phi. Những Homo sapiens rời khỏi châu Phi này có thể đã giao phối với người Neanderthal mà họ bắt gặp. |
| 50 Ka     | Các hành vi hiện đại phát triển, theo mô tả lý của thuyết "đại nhảy vọt". Di cư tới Nam Á. Đột biến gen M168 mà hiện tất cả các nam giới ngoài châu Phi hiện mang theo. Xuất hiện các nhóm đơn bội ty thể U và K. Bắt đầu thời đại đồ đá cũ muộn. |
| 40 Ka     | Di cư tới Úc (người Mungo, 40 Ka) và châu Âu. Người Cro-Magnon phát triển ở châu Âu. |
| 25-40 Ka  | Các dòng Neanderthal độc lập tuyệt chủng. Xuất hiện của nhóm đơn bội Y-R2 và các nhóm đơn bội ty thể J và X. |
| 10-20 Ka  | Bắt đầu Thời đại đồ đá giữa / thế Holocen. Xuất hiện của nhóm đơn bội Y-R1A và các nhóm đơn bội ty thể V và T. Sự phát triển của da sáng màu ở châu Âu (SLC24A5). Homo floresiensis tuyệt chủng, để lại Homo sapiens là loài duy nhất còn sinh tồn của chi Homo. |